# Monte Guntur
Monte Guntur (en indonesio: Gunung Guntur) es un estratovolcán activo en el oeste de Java, en el país asiático de Indonesia. Es parte de un complejo de varios estratovolcanes superpuestos a unos 10 km (6,2 millas) al noroeste de la ciudad de Garut. La última erupción se produjo en 1847. Cpom una altura de 2.249 m (7.379 pies), el Monte Guntur se eleva a unos 1.500 metros (4.900 pies) por encima de la llanura de Garut. Se produjeron frecuentes erupciones explosivas en el siglo XIX, por lo que es uno de los volcanes más activos del oeste de Java. Desde entonces no ha entrado en erupción. El nombre Guntur significa "trueno" en la lengua indonesia.